# Rodney Kendrick
Rodney Kendrick (Philadelphia (Pennsylvania), 30 april 1960) is een Amerikaanse jazzpianist, -componist en producent.

## Biografie
Kendrick groeide op in een muzikaal gezin in Miami. Zijn vader, de pianist Jimmy Kay Kendrick, begeleidde jarenlang Illinois Jacquet, zijn moeder was gospelzangeres. Hij speelde eerst drums voordat hij overging naar de piano. Eind jaren 1970 toerde hij met Harold Melvin & The Blue Notes, James Brown en  George Clinton. In 1981 wendde hij zich tot de jazz en verhuisde naar New York, waar hij studeerde bij Barry Harris. Andere invloeden waren Randy Weston en Sun Ra. In de daaropvolgende jaren begeleidde hij musici als Freddie Hubbard, Stanley Turrentine, George Benson, Clark Terry en J.J. Johnson. In de jaren 1990 maakte hij zeven jaar lang deel uit van het trio van Abbey Lincoln, waar hij als muzikaal leider diende en deelnam aan een aantal van hun albums. Daarnaast leidde hij zijn eigen bands en bracht hij sinds 1994 onder zijn eigen naam albums uit, waarop de afgelopen jaren muzikanten als Houston Person, Arthur Blythe, Bheki Mseleku en Graham Haynes meewerkten, ook Randy Weston, zijn vrouw, zangeres en actrice Rhonda Ross en zijn vader namen deel. Hij heeft ook opgenomen met Frank Morgan, Bheki Mseleku, Jeffery Smith en Justin Robinson en gecomponeerd voor het 29th Street Saxophone Quartet, Justin Robinson en Lafayette Harris.

## Discografie
- 1993:	The Secrets of Rodney Kendrick (Verve), met Roy Hargrove (trompet), Graham Haynes (kornet), Houston Person (tenorsax), Kenny Garrett (altsax), anderen
- 1993:	Dance, World, Dance (Verve), met Arthur Blythe (altsax), Bheki Mseleku (tenorsax), anderen
- 1995:	Last Chance for Common Sense (Polygram), met verschillende artiesten
- 1996:	Bop! (Telarc), met Frank Morgan
- 1996:	We Don't Die, We Multiply (Polygram), trio met Tarus Mateen (bas), Turu Alexander (drums)
- 1998:	No Dress Code (Polydor, Frankrijk)
- 2004:	Thank You (Rodney Kendrick)
- 2014:	The Colors of Rhythm (Impulse!), trio met Curtis Lundy (bas), Cindy Blackman Santana (drums)

- Bibliothèque nationale de France: cb13974452w (data)
- Gemeinsame Normdatei: 134789326
- International Standard Name Identifier: 0000 0000 5515 5377
- Library of Congress Control Number: n95109077
- MusicBrainz: cd426878-c355-45aa-9cd7-14ac95135974
- SNAC: w6z92nt0
- Virtual International Authority File: 5125905
- WorldCat: E39PBJwRPvMv9fQQB8FkCbqJDq